# Abassin Alikhil
Abassin Alikhil (Frankfurt am Main, 19 de Abril de 1991) é um jogador de futebol profissional teuto-afegão que atua como lateral-direito, mas se necessário pode atuar como volante ou meia direita. Atualmente joga pela equipe do Viktoria Aschaffenburg da Alemanha, na disputa da 4ª(Quarta divisão) do campeonato nacional, a Fußball-Regionalliga da região da Baviera, e pela Seleção Afegã.

## Carreira

### Categorias de base
Abassin Alikhil iníciou seu aprendizado no futebol nas categorias de base da equipe do Eintracht Frankfurt da Alemanha,disputando a categoria sub-17 entre 2006 à 2008 e a categoria sub-19 entre 2008 e 2010,sendo promovido posteriormente na temporada 2009-2010 para a equipe reserva do Eintracht Frankfurt na disputa da 4ª(quarta) Divisão do Campeonato Alemão.[carece de fontes?]

### Futebol Profissional

#### Eintracht Frankfurt (B)
Sua estreia em competições profissionais foi no dia 21 de Novembro de 2009 contra a equipe do SV Darmstadt 98 em Frankfurt am Main,pela 15ª rodada da Divisão Sudoeste da Regionaliga(4ª Divisão do Campeonato Alemão) temporada 2009-2010.Nesta partida Abassin Alikhil começou como reserva vindo a substituir Faton Toski aos 21 minutos do 2º tempo e 5 minutos mais tarde ocorreu seu primeiro gol como profissional e o segundo de sua equipe na partida.Esta foi sua única partida na temporada.
Nas temporadas seguintes(2010-2011, 2011-2012) se firmou na equipe,tendo disputado 50 partidas no total, como titular durante a disputa da 4ª Divisão do Campeonato Alemão mas não marcou nem um gol.
Atualmente na temporada 2012-2013 continua no Eintracht Frankfurt (B), na qual tem contrato até 30 de Junho de 2013, na disputa da 4ª Divisão do Campeonato Alemão.

### Seleção Afegã
Pela Seleção Afegã disputou 3 partidas durante o AFC Chalenge Cup 2012,contra as seleções da Coreia do Norte,do Sri Lanka e de Nepal.

## Estatísticas
Até 20 de agosto de 2012

### Eintracht Frankfurt (B)[4]

#### Regionaliga - Região Sudoeste
| Temporada | Jogos | Minutos | Titulares | Reservas | Substituto | Substituído | Gols | Assistência | Amarelo | 2º Amarelo | Vermelho |
| --------- | ----- | ------- | --------- | -------- | ---------- | ----------- | ---- | ----------- | ------- | ---------- | -------- |
| 2009-2010 | 1     | 24      | 0         | 1        | 1          | 0           | 1    | -           | 0       | 0          | 0        |
| 2010-2011 | 22    | 1872    | 22        | 2        | 0          | 4           | 0    | -           | 4       | 0          | 0        |
| 2011-2012 | 28    | 2124    | 24        | 4        | 4          | 4           | 0    | -           | 3       | 0          | 0        |
| 2012-2013 | 3     | 270     | 3         | 0        | 0          | 0           | 0    | -           | 0       | 0          | 0        |
| Total     | 54    | 4290    | 49        | 7        | 5          | 8           | 1    | -           | 7       | 0          | 0        |

### Seleção Afegã[4]
| Competição            | Jogos | Minutos | Titulares | Reservas | Substituto | Substituído | Gols | Assistência | Amarelo | 2º Amarelo | Vermelho |
| --------------------- | ----- | ------- | --------- | -------- | ---------- | ----------- | ---- | ----------- | ------- | ---------- | -------- |
| AFC Chalenge Cup 2012 | 3     | 231     | 3         | 0        | 0          | 1           | 0    | -           | 0       | 0          | 0        |